# فلاديمير نيكيتين
فلاديمير نيكيتين (بالروسية: Никитин, Владимир Олегович)‏ (مواليد 25 مارس 1990) هو ملاكم روسي، مثّل بلاده في الألعاب الأولمبية الصيفية 2016 وحقق الميدالية البرونزية في فئة وزن البانتام.

## روابط خارجية
فلاديمير نيكيتين على موقع بوكس ريك (الإنجليزية) (registration required)
- فلاديمير نيكيتين على موقع اللجنة الأولمبية الدولية (الإنجليزية)
- فلاديمير نيكيتين على موقع أوليمبيديا (الإنجليزية)